# Monaco a 2010. évi nyári ifjúsági olimpiai játékokon
Monaco a Szingapúrban megrendezett 2010. évi nyári ifjúsági olimpiai játékok egyik részt vevő nemzete volt. Sportolói 4 sportágban vettek részt: taekwondo, műugrás, úszás, vitorlázás.

## Műugrás
Lány
| Versenyző       | Versenyszám | Selejtező | Selejtező | Döntő    | Döntő    |
| Versenyző       | Versenyszám | Eredmény  | Helyezés  | Eredmény | Helyezés |
| --------------- | ----------- | --------- | --------- | -------- | -------- |
| Pauline Ducruet | 3 m         | 341.75    | 10. Q     | 326.45   | 12.      |

## Taekwondo
Fiú
| Versenyző           | Versenyszám | Nyolcaddöntő             | Negyeddöntő       | Elődöntő          | Döntő             |
| Versenyző           | Versenyszám | Ellenfél Eredmény        | Ellenfél Eredmény | Ellenfél Eredmény | Ellenfél Eredmény |
| ------------------- | ----------- | ------------------------ | ----------------- | ----------------- | ----------------- |
| Christopher Deleage | 73 kg       | Tahir Gulec (GER) · 2-12 | kiesett           | kiesett           | kiesett           |

## Úszás
Lány
| Versenyző           | Versenyszám         | Előfutam | Előfutam | Elődöntő | Elődöntő | Döntő   | Döntő    |
| Versenyző           | Versenyszám         | Idő      | Hely.    | Idő      | Hely.    | Idő     | Helyezés |
| ------------------- | ------------------- | -------- | -------- | -------- | -------- | ------- | -------- |
| Angélique Trinquier | 100 m-es gyorsúszás | 1:05.04  | 47.      | kiesett  | kiesett  | kiesett | kiesett  |

## Vitorlázás
Fiú
| Versenyző         | Versenyszám                    | Futam | Futam | Futam | Futam | Futam | Futam | Futam | Futam | Futam | Futam | Futam | Futam   | Futam   | Futam   | Futam   | Futam | Pontszám | Helyezés |
| Versenyző         | Versenyszám                    | 1     | 2     | 3     | 4     | 5     | 6     | 7     | 8     | 9     | 10    | 11    | 12      | 13      | 14      | 15      | 16    | Pontszám | Helyezés |
| ----------------- | ------------------------------ | ----- | ----- | ----- | ----- | ----- | ----- | ----- | ----- | ----- | ----- | ----- | ------- | ------- | ------- | ------- | ----- | -------- | -------- |
| Mossimo Mazzolini | Egyszemélyes dinghy (Byte CII) | 22    | 20    | 19    | 26    | 29    | 21    | 28    | 22    | 11    | 20    | OCS   | törölve | törölve | törölve | törölve | 29    | 218      | 25.      |

## Fordítás
Ez a szócikk részben vagy egészben  a   Monaco at the 2010 Summer Youth Olympics című angol Wikipédia-szócikk fordításán alapul.  Az eredeti cikk szerkesztőit annak laptörténete sorolja fel. Ez a jelzés csupán a megfogalmazás eredetét és a szerzői jogokat jelzi, nem szolgál a cikkben szereplő információk forrásmegjelöléseként.